# Johann Emich Becker
Johann Emich Becker (* 1709; † 1786) war ein deutscher Hof-Schlosser vor allem für den innenarchtektonischen Ausbau des Residenzschlosses Arolsen der Fürsten von Waldeck-Pyrmont unter Karl August Friedrich.

## Leben
Johann Emich Becker war nach Johann Heinrich Neumann (1684–1736) der zweite überlieferte Hofschlosser im (heutigen) Bad Arolsen. Im dortigen Residenzschloss finden sich mehrere aufwendig verzierte Kastenschlösser aus dem zweiten Viertel des 18. Jahrhunderts, die anhand der Künstlersignatur bzw. des Monogramms JB eindeutig dem selbstbewussten Kunsthandwerker und Künstler sicher zugeschrieben werden können.

## Werke (Auswahl)
- 1738: Ziseliertes Kastenschloss mit Türdrücker aus Messing am Türflügel zum Apartment im Westflügel des Residenzschlosses Arolsen: Neben einem Schnappschloss findet sich ein nur von der Innenseite der Tür zu betätigender Schieberiegel sowie ein dritter Riegel mit nicht abgeschrägtem Riegelkopf, dem sogenannten „Nachtriegel“. Letzter hat jedoch den Nachteil, dass die von innen verschlossene Tür im Notfall von außen nur mit Gewalt geöffnet werden kann. Der Schlossdeckel ist mit der Jahreszahl 1738 und dem Namen BECKER ist mit Bandelwerk und einer Darstellung einer Reitjagd zwischen Bäumen geschmückt, während die obere linke Bildseite einen fürstlicher Herrensitz im Hintergrund darstellen soll. Den Kloben am anderen Türflügel ziert eine ebenfalls ornamental ziselierte Arbeit mit der Darstellung eines „Meerweibchens“. Die Türdrucker mit einem im Querschnitt runden Hals sowie einer verhältnismäßig breiten Öse stecken in einer runden, stabförmigen Handhabe.[1]
- Aus der zweiten Hälfte des 18. Jahrhunderts findet sich im selben Raum ein weiteres, ähnliches Kastenschloss, dessen Abbildungen sich neben ziseliertem Bandelwerk jedoch auf das von zwei Löwen gehaltene Wappen der Fürsten von Waldeck beschränkt. Das etwa 10 Zentimeter hohe Kastenschloss mit den Initialen JB wird anstelle eines Türdrückers jedoch mittels eines Drehknopfes in Form einer Olive bedient. Ebenso wie das andere Kastenschloss des Raumes aus der Werkstatt Beckers spielen die verstellbaren Bedienelemente eine lediglich untergeordnete Rolle im Gesamtgefüge der Türschlösser.[1]